# 메기 효과
메기 효과 (catfish effect)는 미꾸라지가 있는 연못에 메기를 풀어놓으면 미꾸라지들이 메기에게 잡아먹히지 않기 위해 더 많이 먹고 더 열심히 헤엄치기 때문에 더욱 건강해진다는 것으로 강력한 경쟁자가 있을 때 자극을 받아 경쟁력이 높아진다는 이론이다.
국내에서는 이건희 삼성그룹 회장이 1993년 신경영 선언 때 '메기론'을 주창하여 화제가 되었다.

## 실제 실험 결과
이론 상은 그럴 듯 하나 실제 실험적으로 메기를 미꾸라지에 넣어두고 그럴 경우 메기와 같이 살지 않는 미꾸라지보다 더 건강해 진다는 것은 입증되지 않았으며 포식자에 대한 스트레스로 인해 면역 약화로 개체의 사망률이 4배 이상 증가하기도 했다.